# Herculano Ramos
Herculano da Silva Ramos (Mariana, 1854 – Belo Horizonte, 14 de janeiro de 1928) foi um arquiteto e engenheiro civil brasileiro. Seus principais trabalhos incluem a Praça André de Albuquerque, a Praça Augusto Severo, o Grupo Escolar Augusto Severo, e a reforma do Teatro Alberto Maranhão (denominado Teatro Carlos Gomes, naquele momento).